# Cintura della Bibbia (Paesi Bassi)

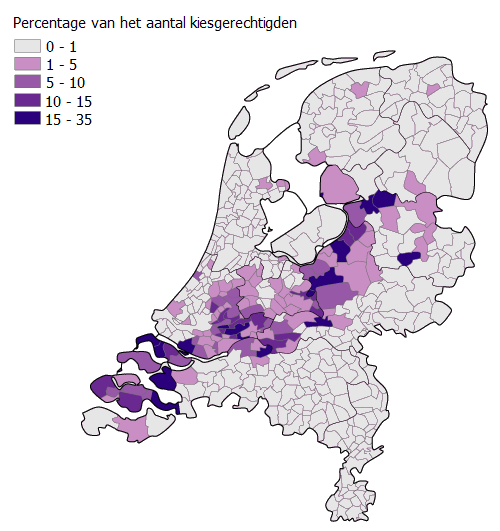
I risultati elettorali del Partito Politico Riformato nelle elezioni legislative nei Paesi Bassi del 2006; l'appoggio al partito è più alto nei comuni della cintura della Bibbia

La cintura della Bibbia (in olandese Bijbelgordel) costituisce una serie di insediamenti situati nelle regioni centrali dei Paesi Bassi caratterizzati da un ambiente perlopiù religioso e conservatore, dove la gran parte della popolazione è affiliata a chiese e congregazioni calviniste ortodosse, e che si contraddistinguono quindi sia dalle regioni occidentali e settentrionali, tradizionalmente protestanti ma largamente secolarizzate a partire dal XX secolo, che da quelle meridionali tradizionalmente cattoliche. I membri di queste comunità sono chiamati semplicemente "riformati" o in olandese refos.

## Geografia
La cintura della Bibbia si estende perlopiù dall'Overijssel, attraverso la Veluwe, fino alla Zelanda, ai limiti orientali della Randstad, e comprende decine di insediamenti, tra questi Staphorst, Genemuiden, Grafhorst, Elspeet, Uddel, Barneveld, Spakenburg, Bunschoten, Woudenberg, Scherpenzeel, Ederveen, Ede, Renswoude, Veenendaal, Opheusden, Achterberg, Geldermalsen, Groot-Ammers, Nieuw-Lekkerland, Hardinxveld-Giessendam, Alblasserdam, Ridderkerk, Werkendam, Wijk en Aalburg, Sprang-Capelle, Ouddorp, Middelharnis, Goedereede, Sint-Philipsland, Scherpenisse, Stavenisse, Kruiningen, Krabbendijke, Yerseke, 's-Gravenpolder, Borssele, Arnemuiden, Meliskerke, Doornspijk, Aagtekerke, Rijssen, Driezum, Wouterswoude, Urk e Katwijk aan Zee.

## Società

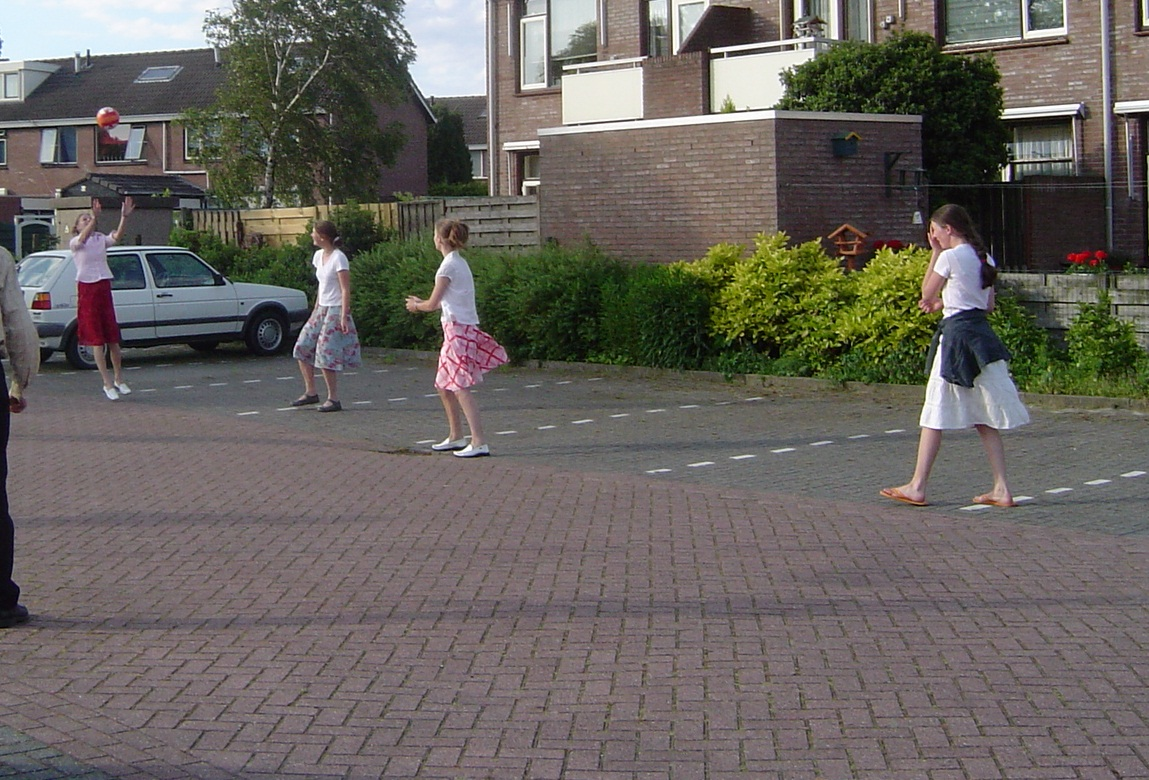
Giovani ragazze riformate

La popolazione riformata della cintura della Bibbia ammontava nel 2015 a 250000 unità, costituenti l'1,65% della popolazione olandese. La principale forma di calvinismo praticata in queste aree è quella esperienziale e si caratterizza da una duplice frequenza della chiesa ogni domenica. La vita sociale nei paesi della cintura della Bibbia segue i dettami della vita religiosa ed è influenzata dal calvinismo praticato nel XVI e XVII secolo. A differenza del resto della società olandese, pratiche come omosessualità, convivenza prematrimoniale, aborto, eutanasia, prostituzione e consumo di pornografia non sono accettate. Particolare elemento di quest'area culturale è l'assenza della televisione nelle abitazioni. Il vestiario femminile è modesto, le ragazze vestono gonne e a Staphorst, Spakenburg e Bunschoten molte donne indossano ancora gli abiti tradizionali. Ruolo centrale è ricoperto dalla famiglia, che segue una solida struttura tradizionale; molte di queste località registrano tra i più alti tassi di fecondità di tutta l'Europa occidentale e bassissime percentuali di famiglie monogenitoriali. In molti comuni la blasfemia è reato e i principali servizi, compresi gli sportelli bancari, sono chiusi la domenica.

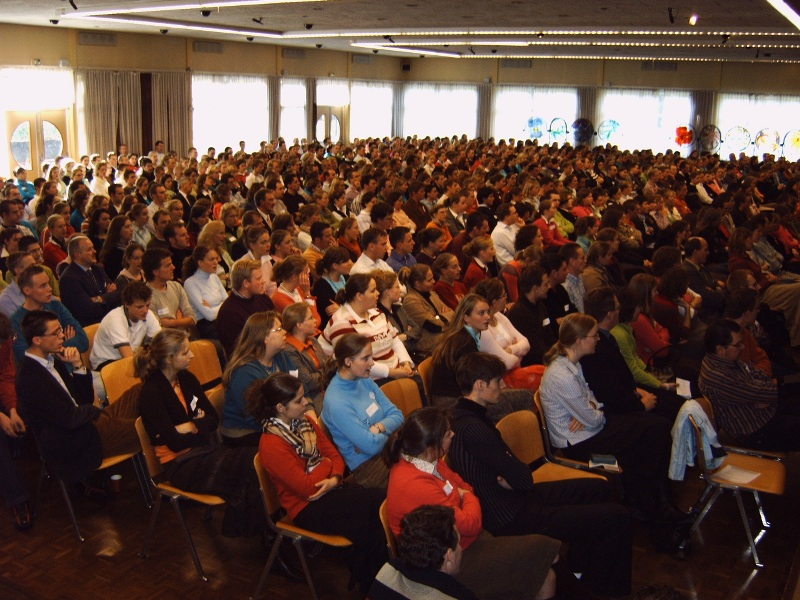
Giornata della gioventù riformata, 2005

A partire dall'inizio del XX secolo la comunità riformata si è organizzata raccogliendosi attorno al Partito Politico Riformato in ambito politico e alla VGS-Nederland nell'ambito dell'istruzione. Un largo supporto lo conosce anche l'Unione Cristiana. Nell'ottobre 2016 risultavano affiliate alla VGS-Nederland 177 scuole primarie, 7 scuole secondarie, varie scuole di istruzione speciale e una scuola tecnica vocazionale, che raccoglievano oltre 70000 studenti, rappresentanti il 2,5% della popolazione studentesca olandese. Queste scuole sono pienamente finanziate dallo Stato. Vari casi giudiziari sono stati avviati nel corso degli anni relativamente al rifiuto di queste scuole di ammettere certe categorie di studenti o insegnanti che non fossero coerenti ai valori morali e religiosi della comunità.
Sussistono tensioni tra le comunità riformate della cintura della Bibbia e la maggioranza laica dei Paesi Bassi; quest'ultima stigmatizza alle prime i valori conservatori, mentre i riformati tacciano la cultura laica di ateismo e paganesimo, chiudendosi alla controcultura degli anni 1960 e ai valori liberali della cultura moderna. Influenze della cultura moderna sono visibili a partire dagli anni 1990, con un leggero aumento dei divorzi e con la diffusione dell'uso dei social media. Uno dei principali fenomeni che contraddistinguono quest'area è poi la vasta diffusione dell'antivaccinismo, dal momento che i vaccini sono considerati un'opposizione alla provvidenza divina; il fenomeno ha generato nei decenni epidemie di morbillo, poliomielite, rosolia e parotite.